# ديدييه بيروني
ديدييه بيروني (بالفرنسية: Didier Pironi)‏ مواليد 26 مارس 1952 في فال دو مارن، فرنسا، كان سائق فورملا 1 فرنسي سابق كان قد بدأ مسيرته الاحترافية سنة 1978. كان أول سباق له هو جائزة الأرجنتين الكبرى 1978، حقق أول فوز له في جائزة بلجيكا الكبرى 1980. خاض خلال مسيرته 72 سباقاً فاز في 3 منها.

## سباقات شارك فيها
- لو مان 24 ساعة
- بطولة العالم للسيارات الرياضية

## بطولات حققها
- جائزة بلجيكا الكبرى 1980
- جائزة هولندا الكبرى 1982

## وصلات خارجية
- ديدييه بيروني على موقع Racing-Reference.info (الإنجليزية)
- ديدييه بيروني على موقع DriverDB.com (الإنجليزية)
- ديدييه بيروني على موقع eWRC-results.com (الإنجليزية)

- http://www.didierpironi.net/
- http://www.pironi.fr/